# Luis Siboni
Luis Siboni y Jiménez (c. 1841-1926) fue un farmacéutico, periodista y crítico español.

## Biografía
Nació hacia 1841. Farmacéutico y literato originario de Murcia, fue uno de los fundadores de la revista La Farmacia Española (1887), además de director y colaborador de dicha publicación y de Boletín Farmacéutico (1887); participó en el periódico El Globo y La Ilustración Española y Americana. También dirigió Barcelona Cómica (1898). Como crítico literario emitió duras opiniones contra La Regenta de Leopoldo Alas «Clarín». Autor de obras como Pan de compadres para Valbuena y Clarín (1898), descrita como un «libelo», empleó el pseudónimo de «Ovidio Cellini». Falleció en Madrid el 30 de septiembre de 1926.